# Buergeria buergeri
Buergeria buergeri es una especie de ranas que habita en Japón.
Debido a su canto característico, se la cita a menudo en la poesía tradicional japonesa.
Esta especie se encuentra en peligro de extinción  por la pérdida de su hábitat natural.